# スペースチャンネル5
『スペースチャンネル5』（スペースチャンネル ファイブ、英題：SPACE CHANNEL 5）は、セガからドリームキャストおよびPlayStation 2で発売された音楽ゲーム、およびそのシリーズである。タイトルの「スペースチャンネル5」は架空の宇宙テレビ局名。
テレビゲームとしてリリースされたラインナップは以下の通り。
- スペースチャンネル5
- スペースチャンネル5 パート2
- スペースチャンネル5 VR あらかた★ダンシングショー

「あらかた★ダンシングショー」はPlayStation VRでグランディング（セガ、マイクロソフト出身のスタッフで構成された企業）から発売。

## 概要
モロ星人やプリン、オドリダンら対戦相手の演奏や動きをプレイヤーが記憶し、それをリプレイ（再現）することで敵を倒していくゲーム。相手の動きにあわせてタイミング良く操作すると、主人公の「うらら」が踊ったり、撃ったり、楽器を弾いたりする。1970年代ディスコ調（テーマ曲はケン・ウッドマン作曲『メキシカンフライヤー』）のノリの良い音楽をベースに優れた音楽的演出を施した。全編3DCGで、シンプルなゲーム内容がDCやPS2本体のグラフィック処理によって鮮やかに彩られている。
音ゲーに該当するが、シューティングゲームとアクションゲームの要素を絡めつつ、ミュージカル仕立てで単純明快なストーリーが展開する。
オリジナル（DC版パート1）では、広告素材として複数の法人とのタイアップや、2000年7月よりTSUTAYA一部店舗でのゲームソフトレンタルのサンプルタイトルへの選出、2001年発売のJ-SH07で日本初の3DポリゴンキャラクターJavaアプリとしてプリインストールされるなど、限定的ではあるが様々なキャラクター展開を行っていた。
PS2版は先に『パート2』が発売され、のちに1作目が発売されるという変則的な発売順となった。これは、『パート2』の発表時点でセガのドリームキャスト事業の撤退（2001年1月発表）により終息に向かっており、PS2版の発売を前提としてDC版とのマルチプラットフォームで制作されていた関係がある。なお、セガ発売のPS2ソフトとしては、『Rez』『バーチャファイター4』に次ぐ3番目のタイトルとなった。『パート2』のDC版はセガ運営のドリームキャストダイレクトによる専売・直販商品として扱われ、小売店での市販はされなかった。
PS2版の『パート1』（DC版からの移植）発売が正式アナウンスされたのは2002年10月であり、移植版の発売決定・制作までに時間を要したものとされている。

## スペースチャンネル5
「アップ(up)」「ダウン(down)」「ライト(right)」「レフト(left)」の4方向と、A（PSは○）ボタンの「攻撃ビーム」、Bボタン（PSは×）の「救出ビーム」を意味する「チュー」の声に合わせてキー入力を行う。「テレビ番組」の体裁で進められ、上手くリズムに乗るとシチョーリツ（視聴率）が上がっていく。逆に失敗が多いとシチョーリツが下がっていき、番組打ち切り（ゲームオーバー）となる。
発売前の1999年10月のシルバーウィークと発売日には、開発元であるソフト9研（のちのユナイテッド・ゲーム・アーティスツ）のオフィスが近くにある渋谷駅ハチ公前広場周辺でキャラバンなどを出した大々的な試遊イベントが行われ、大型スクリーンを使った試遊などが行われた。また、1999年10月時点の公式ホームページでは謎のキャラクター（のちのモロ星人）の体重が週替わりで増減するという記述がされた。
キャッチコピーは「音楽とダンス、そしてゲームを愛する全ての人へ。」。
1999年度の「第4回日本ゲーム大賞」4部門にノミネートされた。
2003年にDC版をベースに移植したゲームボーイアドバンス版が、アメリカのTHQ社によって海外市場限定で発売された（space channel 5 ulala's cosmic attack）。ただし、DCと比較するとGBAの処理能力や表現性能が低いためか、グラフィックはプリレンダリングの2D画像、サウンドは本体音源での擬似的な移植再現になっている。

### あらすじ
時は25世紀、宇宙から突如「モロ星人」が侵略してくる。モロ星人は、浴びると体が勝手に踊り出してしまう謎の光線を発射し、地球人をパニックに陥れる。この一大事をキャッチしたのが、宇宙放送局「スペースチャンネル5」。視聴率の低迷と人材不足に悩んでいたチャンネル5は、視聴率を挽回すべく新人リポーター「うらら」を起用し、モロ星人が出現した現場へ突撃レポートを開始する。
第一の現場であるスペースポートでのレポートの最中に、不思議な現象が起こる。「アップ、ダウン…」というモロ星人のステップに対し、うららがステップを返すとモロ星人は倒されてしまう。次々とステップを返すことで踊らされていた人々は解放され、それにつれ視聴率も急上昇。ディレクターは即座にうららの続投を指示する。
こうしてモロ星人を倒し人類を救う役目は、新人リポーターうららに託されたのだった。

### 主要キャラクター
うらら
声 - herself
主人公。2477年5月30日生まれ、双子座、B型。
特殊報道チームに所属する、入社2年目の新人リポーター。とぼけた性格だが芯は強く、ギンガ一のレポーターになることを夢見ている。
うららの声優は「うらら本人」であるという設定で、スタッフロール内でもうららの声は“herself”（＝彼女自身）となっており、実際に声優が誰であるかは公表されていない。
しかし、米国版では公表されている模様。（アポロ・スマイル）
ヒューズ
声 - 湯田高志
2456年9月21日生まれ、乙女座、O型。
特殊報道チームのディレクター。宇宙放送艇「アストロビート号」の中から様々な指示を出す。声は聞けるが姿は最後まで見せない。
声を担当している湯田は本作のディレクターでもある。
プリン
声 - 飯田佳愛
2480年9月5日生まれ、乙女座、AB型。
元アイドルで、現在スペースチャンネル42の看板リポーター。突然注目を集めたうららに嫉妬し、あちこちで張り合おうとする。最終的には、ジャガーと共に打倒ブランクに協力する。
ジャガー
声 - 速水奨
宇宙海賊放送局のリポーター。誰よりも早く真実を伝えるべく、ギンガのあらゆる所に現れては、ゲリラ的に放送を行う。かつてはスペースチャンネル5でレポーターとして働いていた。
モロ星人
突如現れた宇宙人。あちこちに現れては人々を踊らせ地球征服をたくらむが、実際はスペースチャンネル5の局長であるブランクによって人々を踊らせるように洗脳されていた。高度な知識とやんちゃな性格を併せ持つ。6色の一般モロ星人、黒いリーダーモロ星人、紫色のボスモロ星人がいる。洗脳が解けた後のブランク戦では、バックダンサーとして協力してくれる。
「モロ」の名称は、この宇宙人をデザインした人物の姓が「茂呂」だったことに由来する。
スペースマイケル
声 - マイケル・ジャクソン
500年の時を越えて活躍するスーパースター。後述のとおり声優はマイケル・ジャクソン本人で、ゲーム2周目の登場時字幕には名前の後ろに“（本人）”と表示される。
ブランク
声 - 内海賢二
スペースチャンネル5の局長。「視聴率こそ我が命、視聴率こそ人生そのもの、全ては視聴率のために」と語り、うららを道具としてしか使わない、モロ星人を電波によって洗脳する等、視聴率のためならば手段を選ばない。うららに似たレポーターロボット「イビラ」を部下に持っている。ラストバトルに敗れた後は、ブランクTVごと宇宙の果てに飛ばされた。

### 登場するテレビ局
スペースチャンネル5
うららが所属する宇宙衛星放送局。長年視聴率が低迷しており、局長であるブランクはモロ星人を洗脳放送（→電波系）で操り、今回の事件を画策。
結果として、チャンネル5の自作自演（ブランク個人が計画したため他のスタッフはその計画を知らない）だった訳だが、うらら達の活躍によって阻止される。それにより、ブランク自身はラストバトル後に宇宙の果てに飛ばされた。ちなみに次回作にもカメオ出演する。
スペースチャンネル42
プリンが所属する放送局。「リポート見るなら42ちゃ〜ん！」が合言葉。現在スタッフの大半がプリンとその親衛隊によって構成されている。
宇宙海賊放送局
ジャガーが所属する放送局。真実を求める為には多少の妨害も構わず行う。現在はジャガーが実質的なリーダーのような存在。
その他の放送局
本編中に「88チャンネル」と「1チャンネル」の2局を確認する事ができるが、いずれも端役での登場のためリポーター以外の詳細は不明。

### ボスキャラクター
ココ★タピオカ
モロ星人が用意した巨大な侵略メカ。口から強力な踊らせビームと小型の「イエローサブモロン」を吐き出して攻撃する。
モロリーナ
スペース小学生を誘拐した舞踏メカ。タコのような触手と舌で、チキュージンを捕らえる。
モロリン！モンロー！
基地中心部に用意した双子の舞踏メカ。身体を伸ばしたり、分離して踊らせ映像を放ったりと多彩な攻撃をしてくる。顔の一つ目から発せられる光で、現在の状態が分かり、青→黄色→赤と変化。右に行くほど危機状態。
イビラ
うららの動きを分析し、うららと対抗できるように製造されたパーフェクトリポーターの舞踏メカ。警備ロボを従える。ダメージが蓄積すると体中に電流が流れる。巨大なジャイアントイビラも製造されており、こちらは音声と逆方向に入力しないとダメージを与えられない。胸のランプから現在の状態を表す光を出す。
ドリームキャスト版とPlayStation版で、ダンスパートの音声が異なる。
『パート2』ではうららのバックダンサーとして登場する。
ブランクTV
洗脳放送マシン。ジャイアントイビラ頭部に隠されていた。特殊な時空を発生させ、テレビの中に入り込ませたり、自身が人型になってダンスをする事もできる。

### ステージ構成
Report1 うらら登場！の巻
スペースポートに突然現れたモロ星人から、踊らされたチキュージンを助けつつ、撃退する。
途中プリンと親衛隊が乱入、ダンス勝負を仕掛ける。ロケット発射台で、踊らせ侵略メカ「ココ★タピオカ」と、「イエローサブモロン」と対決する。
Report2 豪華客船でのSOS!の巻
宇宙豪華客船に現れたモロ星人は、乗客やクルーたちを次々と踊らせて行く。
うららは彼らを救出していくが、ジャガーと宇宙海賊が乱入。ダンス勝負を挑まれる。パノラマ展望室にて、モロ星人に捕らえられたスペース小学生を救出する為、舞踏メカ「モロリ〜ナ」と対決する。
Report3 スクープを捕らえろ！の巻
アステロイドに設置されたモロ星人の基地を発見する情報を手に入れたチャンネル5は、いち早く報道するためにモロ星人と他局との三つ巴戦に挑む。入り口にてジャガーと宇宙海賊が妨害している隙にプリンが潜入するが、モロ星人に捕らえられ踊らされる。中心部にて、テレビから現れた最強の舞踏メカ「モロリン！モンロー！」と対決する。ジャガーに助けられ協力して倒すが、モロ星人も操られていた事が判明する。
Report4 銀河の悪を暴け！の巻
洗脳放送の発生源はスペースチャンネル5だった。どういった展開で犯人を特定したのかは不明だが、とにかく局長に操られたモロ星人を解放し、ジャガー、プリンと共に銀河を救うため戦いを挑む。スペースマイケルが登場。

## スペースチャンネル5 パート2
基本的な操作に変更はないが、「攻撃ビーム」は「チュー」、「救出ビーム」は「ヘイ」と別の掛け声が付けられ、2種類のビームを別々のボタンで操作することがわかりやすくなった。また「楽器バトル」パートが追加。これは楽器の演奏を方向キーで、「チュー」「ヘイ」の掛け声をボタンで操作するものである。さらに、デモムービーやステージ中に歌が挿入されるシーンがあり、ミュージカル要素が濃くなっている。
なお発売時にはドリームキャストの生産が終了していたため、本作のドリームキャスト版はセガの通販のみでの販売となったが、通販専売であることを利用し、本ソフトと特製の「銀河一ポーチ」、および「スペースシルバーヘッドフォン」（オーディオテクニカ製）を同梱した『スペシャルパッケージ』が限定発売された。
2010年10月21日、「ドリームキャスト復刻プロジェクト」第二弾として、HD出力に対応したPlayStation 3（PlayStation Network）用とXbox 360（Xbox Live Arcade）用がそれぞれダウンロード専売タイトルとして2011年春に再発売することが発表された。実際には予定時期を過ぎてもアナウンスが無かったが、のちに2011年10月5日に配信が開始された。
2011年3月5日、PC向けゲーム配信サイト「Steam」にてPC版が配信されるが、日本版Steamでのストアページは正式には用意されておらず、別の手段で購入した場合も日本語音声や字幕が設定画面から削除されている。

### あらすじ
前作から2年後。モロ星人騒動を解決した「うらら」だったが、レポーターとして未熟なことは変わりなく、相変わらずディレクターの「ヒューズ」に怒鳴られる毎日を送っていた。しかし「踊り団」と名乗る謎のロボット集団が現れ、人々を踊らせてどこかへ連れ去ってしまう事件が各地で発生したという一報が入る。うららのリポートが再び始まるのであった。

### 主なキャラクター
うらら
声 - herself
主人公。スペースチャンネル5のリポーター。5月30日生まれのB型。モロ星人問題を解決して脚光を浴びるが、未熟なレポーターであることは変わらない。
ヒューズ
声 - 湯田高志
番組ディレクター。前回同様中継機から様々な指示を出す。一旦は消息不明になるが、実は無事だった。
ノイズくん
声 - 岡崎健
15歳ながらチャンネル5の開発技術部長を務める天才少年。小型放送艇「アストロビートJr.」を操縦してうららと共に突撃レポートを行うこともある。
声を担当している岡崎は本作のストーリーボードを担当するスタッフである。
プリン
声 - 飯田佳愛
元アイドルであり、19歳にして4年のキャリアを持つチャンネル42のリポーター。9月5日生まれのAB型。前作の一件以来うららにジェラシーを感じ、今回はギターで勝負を仕掛けてくる。
ジャガー
声 - 速水奨
宇宙海賊放送局のリポーター。踊り団への潜入調査を試みたが、行方不明に。ノイズくんいわく、かつてとある事件に巻き込まれたうららを助け、いつしか伝説のリポーターとして語り継がれているらしい。
パイン
声 - 榊原良子
東ギンガ地区担当のスペースポリス。6月5日生まれのA型。趣味は読書と水泳と宇宙乗馬。宇宙のルールを守ることに使命感を抱き、うららにドラムで勝負を挑む。部下にセクシー1号・2号がいる。
シャドー
声 - 速水奨
謎のダンシング集団「踊り団」の行動隊長で、ロボを率いて人々を踊らせる覆面の男。ダンスパートの大半は彼が取り仕切る。
ロボ
謎のダンシング集団「踊り団」の団員。シャドーと共に行動し、バックダンサーなどを務める。
パージ
声 - 石田彰
謎のダンシング集団「踊り団」の団長で、踊り団のロボットを開発した天才少年。「ギンガ中の人々を踊らせて幸せにする」と妄想しているが、実際は人々を無理矢理踊らせているだけである。敗北後、ロゴごと飛ばされた。
ピース
声 - 大平透
ギンガを統べるスペース大統領。彼の歌声からは「歌謡エネルギー」が発せられ、聴く人の荒んだ心を潤してくれる。
スペースマイケル
声 - マイケル・ジャクソン
前任者の不祥事により、チャンネル5の局長に就任した。うらら達社員を優しく見守る。
モロ星人
母星に帰れなくなってしまったため、「チャンモロ5」というチャンネル5のお下がりの放送機材を使って放送を行っているが、実際は機材で遊んでいるだけ。

### ボスキャラクター
侵略歌謡メカ01号「キン・コン・カン」
3人組のロボット。パージが自己紹介と共にけしかけた。左がレフト、右がライト、真ん中が、アップ・ダウンを担当し、チュー・ヘイは全員でそろえる。また、体内に内蔵されているコアから攻撃する。
侵略歌謡メカ02号「ポン・ピリリ」
宇宙公園にてピースを誘拐。普段は怪植物に隠れてつぼみや花弁を飛ばしたり、蔓で攻撃する。本体のみになるとワルツで戦う。
団長サポートメカ「ピースイレ」「パージノリ」、合体歌謡メカ「キング・パージ」
ピースの歌謡エネルギーを出力とする歌謡メカ。後者はパージが乗る頭部と合体したときの状態。
ロボ楽団「ザ・シャドーズ」
シャドーとお供のロボット4人組。シャドーはキーボード、ロボットはギター、ボーカル、ドラム、ダンスをそれぞれ担当する。
究極スーツ「グレート・パージ」
パージのスタジオにいた86429人の踊りエネルギーとピースの歌謡エネルギーによって作られた、電波状のロボット。スーパー踊り時空を発生させ、特殊なエネルギーを放つ。

### ステージ構成
REPORT1 うらら再び！
スペースポイント44-7Gを飛行していたスペースシンフォニー号が謎のダンシング集団「踊り団」に占拠されてしまう。前作で銀河を救ったうららはそのダンスを武器に乗客たちを救出していく。展望ブリッジにて、団長のパージが用意した歌謡メカ「キン・コン・カン」と対決。
REPORT2 緑の恐怖
宇宙公園を訪問したスペース大統領のピースが踊り団に誘拐されてしまう。チャンネル5は番組を中断してうららに救出任務を与える。途中、プリンが勝負を仕掛け、ギターで対決。温室にて、ピースを発見するも、「ポン・ピリリ」が立ちふさがる。
REPORT3 登場！セクシーポリス！
パージはスペース大統領解放の身代金66兆スペースドルを要求。各局のリポーターたちは我先へと現場のポイントXXへ向かうが、宇宙警察に邪魔されてしまい、対決する事に。
REPORT4 チャンネル5最後の日！？
身代金は、リポーターたちを遠くへ放す罠だった。彼らが留守の間に放送局は次々と占拠されていく。うららはスペースレスキュー隊と共に、局内の安全を確保していく中、マイケル局長を発見救出するも、パージが自ら相手に。パージの強力な攻撃に、ヒューズは踊りエネルギー砲を撃つ作戦に出る。
REPORT5 スペース★スパイ大作戦
うらら達はパインの助力によりパージの本拠地の侵入に成功する。パージが仕掛けた罠を突破するも、シャドーがロボット達のバンドを率いて立ちふさがる。うらら達も即席でバンドを作り、シャドーに対抗する。シャドーを追い詰めるが、シャドーの正体は意外な人物だった。
REPORT6 パージTVショー
パージは人々の踊りエネルギーを電波に変え、自分で制作した番組でギンガ中の人々を躍らせようとする。うらら達リポーターは、パージの計画を阻止せんが為、パージと最終決戦に挑む。

## スペースチャンネル5 VR あらかた★ダンシングショー
2020年2月26日に発売されたPS4VR用ソフト（現在は他のプラットフォームにもVRソフトとしてリリースされている）。当初はシリーズ20周年となる2019年末発売予定だったが、一度「2020年春」に発売が延期。その後さらに延期し、上記の正式なリリースへと至った。
ストーリーはチャンネル5の新人リポーターである2人のガール「ルー&キー」が、うららから研修を受ける（という形でVR操作を学んでいる）と、3人共々またまた謎の事件に遭遇していく・・・という内容。プレイヤーは「ルー」か「キー」どちらかを操作する。

### 登場キャラクター
- うらら
- ルー＆キー　※ CVは、うららに倣い2人とも「Yourself」とのみクレジットされている。
- べつもろ
- モロ星人
- ジャガー
- ケル
- ベロ
- すんすん
- グリッター

## 企画の成り立ち
インタビューによると、本作のディレクターである湯田高志とササキトモコ、ゲームデザインディレクターの吉永匠が、背景にムービーを使用したアドベンチャーゲームの企画立案を行っており、その延長でミュージカルというキーワードが浮上、スペースチャンネル5としてプレゼンテーションを行い承認され、開発が始まった。

## マイケル・ジャクソンの出演
1999年、1作目のエグゼクティブプロデューサーだった内海州史がアメリカに出張した際、マイケル・ジャクソンと会う機会があった。その際、内海が製作中のゲーム数本を見せたところ、マイケルは『スペースチャンネル5』に興味を示し、「是非自分も出演したい」と志願した。この時点で完成数週間前という状況だったために、1作目では終盤の1シーンのみの出演に終わった。ゲーム中のマイケルの音声およびアクションは、以前セガでマイケルが主役のゲーム『マイケル・ジャクソンズ・ムーンウォーカー』が作られた際に当人から採取されたデータが流用されている。一部分の台詞のみ新たに録音された。当時モデリングチームリーダーだった茂呂真由美がモデリングを担当した。
『パート2』ではうららと共にムーンウォークを披露するなど準主役級の扱いを受け、台詞のほとんどは新たに録音されている。

## 声優オーディションの実施
主人公のうらら役の声優を決める目的で、毎日放送（TBS系列）のオーディションバラエティ番組『チャンスの殿堂!』の企画として一般公募のオーディションが実施された。応募人数は613人。会場はセガの本社で、審査員としてプロデューサーの水口哲也とディレクターの湯田高志と当時セガの常務だった湯川元専務も参加した。また、演技審査の際の相手役として鈴置洋孝が登場、ゲーム中のモーションを担当したNAHOがゲストとして登場した。オーディションの様子は放送され、最終審査に残った10人は番組内で紹介された。
このオーディションでは飯田佳愛（なんと当時は主婦だった）がうらら役として選ばれたが、その後、うらら役は変更となり、飯田佳愛はプリン役として起用されている。

### うららの声優
公式は発表はしていないが、プロデューサーの水口哲也がTOKYO FMのラジオ番組『ナイトワープ ENO@HOME』に2回出演しており、1回目の出演時に同番組パーソナリティーの飯野 賢治が番組アシスタントをしていた板谷由夏を推薦していた。また、最終回で水口が板谷由夏の起用をほのめかす発言をしている。
2001年2月5日から放送していたNHK東京のラジオドラマFM青春アドベンチャー「5ドロップス」に出演している板谷の演技の声がそっくりである。
更に、当時放送していたドリームキャストのCM「進め！湯川専務」第2話「うなされる」の専務秘書役が、板谷由夏に似ている。
また、他のうらら役の声優候補として、シリーズのアシスタントプロデューサーをつとめていた岡村峰子という説もある。
2019年12月5日放送のゲームセンターCX #290 ドリキャス解禁!「スペースチャンネル5」有野の挑戦コーナーで、うらら中の人本人が降臨して、有野へ攻略アドバイスをしている。

## 携帯電話
2001年7月に発売されたJフォン（現・ソフトバンクモバイル）J-SH07に、「うららのアクティブ待受（アプリによる動く待受画面）」・「アクティブ着信コール（現在の着ごえ）」・ミニゲームなどがプリインストールされた。その後もボーダフォンに社名変更するまでのJavaアプリ対応機種には「通話シチョーリツ」（J-5xはVer.2）がプリインストール、着信メロディーもメインテーマ（曲名：スペースチャンネル5、J-5xはMy Happiness）がプリセットされていた。
J-SH07は3Dポリゴン対応のJフォンJavaアプリ（現在のS!アプリ）が初めて搭載された機種であり、性能のアピールにうららが一役買った格好である。
主な搭載機種
- J-SH07
- J-D05
- graphica
- J-SH51

### うららのチャンネルJ
2001年7月からJ-フォンのJスカイ（現:Yahoo!ケータイ）専用に配信していた公式サイト。アプリや着信メロディ、待受画面がダウンロードできた。2005年に終了。
アプリ一覧
- スペースチャンネル5（J-5x専用）
- 飛行中毒（J-5x専用）
- スペボー☆
- オモシロイモロ
- パズルだモロ！
- タピオカ☆パニック
- 吾作が掘るモン
- ストロベリースイートホイップ

## タイアップ
オリジナル（DC版パート1）発売時の広告タイアップ先
三菱電機
1999年10月発表の液晶ディスプレイ「VISEO MDT151」でパソコン雑誌（月刊アスキーなど）広告などにうららを起用したり、TVCMではステージ1のプレイ映像（無音）が数秒間商品のモニターに流れた。これは同製品がテレビチューナーを搭載し、液晶テレビとしてゲームにも使えることをアピールするため。なお、MDT151は1999年12月から2000年1月にかけて本作や同時期発売の『シェンムー』などDCソフトの購入者を対象したセガのキャンペーン「チャレンジフェア2000」の景品としても使われた。
千葉工業大学
2000年の吊り広告（オープンキャンパス・入試情報など）でうららを起用。東武野田線・京成本線などで使用された。